# Ancistrocerus rufoluteus
Ancistrocerus rufoluteus är en stekelart som beskrevs av Gusenleitner 1996. Ancistrocerus rufoluteus ingår i släktet murargetingar, och familjen Eumenidae. Inga underarter finns listade i Catalogue of Life.